# Galerina hypophaea
Galerina hypophaea är en svampart som beskrevs av Kühner 1973. Galerina hypophaea ingår i släktet Galerina och familjen Strophariaceae.   Inga underarter finns listade i Catalogue of Life.